# Partij voor Mens en Spirit
Die Partij voor Mens en Spirit (kurz MenS; deutsch Partei für Mensch und Geist) war eine niederländische Partei, die im März 2008 gegründet wurde. „Spiritualität“, die sie zu den „modernen geistigen Grundlagen“ zählt, nimmt einen zentralen Platz in der Anschauung und dem Programm der Partei ein. Gründerin ist die niederländische Astrologin Lea Manders (* 1956).
Die Partei ist vergleichbar mit den deutschen Violetten.
Auf der Mitgliederversammlung vom 27. Februar 2024 wurde die Auflösung der Partei beschlossen.

## Wahlen
Bei den Gemeinderatswahlen im März 2010 trat die Partij voor Mens en Spirit in Amsterdam und Eindhoven an, wo sich jeweils 0,3 % bzw. 0,5 % der Wähler für die MenS entschieden. Im Juni 2010 nahm sie erstmals an den niederländischen Parlamentswahlen teil, an denen sie 0,28 % der Stimmen erhielt. Sie trat auch bei den Parlamentswahlen am 12. September 2012 an, bei denen sie 0,2 % der Stimmen erreichte. Bei der Parlamentswahl 2017 trat sie zusammen mit den zwei Parteien Basisinkomen Partij und Vrede en Recht an. Bei dieser Wahl konnte die Partei mit 0,0 % der Stimmen erneut keinen Sitz in der Zweiten Kammer erreichen.